# Etmißl
Etmißl è una frazione di 479 abitanti del comune austriaco di Thörl, nel distretto di Bruck-Mürzzuschlag (Stiria). Già comune autonomo, il 1º gennaio 2015 è stato aggregato a Thörl assieme all'altro ex comune di Sankt Ilgen.